# Ядерна валіза (США)

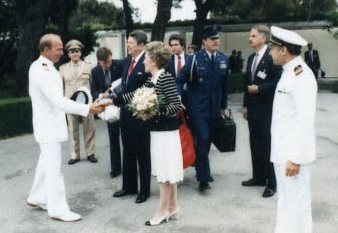
Президент Рейган і Ненсі Рейган у 1987 році — військовий помічник трохи правіше центру тримає ядерну валізу

Ядерна валіза президента США (англ. nuclear football, дослівно «ядерний футбольний м’яч») офіційно Президентський надзвичайний ранець — портфель, вміст якого використовуватиметься президентом Сполучених Штатів для зв’язку та надання дозволу на ядерну атаку, перебуваючи поза межами стаціонарних командних центрів, таких як ситуаційна кімната Білого дому або Президентський оперативний центр з надзвичайних ситуацій. Функціонуючи як мобільний центр у системі стратегічної оборони Сполучених Штатів, ядерну валізу несе військовий помічник, коли президент подорожує.

## Опис валізи
Президента завжди супроводжує військовий помічник із ядерною валізою із кодами запуску ядерної зброї. Він описаний і як металевий портфель Zero Halliburton, і як шкіряний портфель вагою близько 20 кг, з наявними фотографічними доказами останнього. Невелика антена стирчить із сумки біля ручки, припускаючи, що вона також містить якесь комунікаційне обладнання.
Поширена помилкова думка, що ядерна валіза містить велику червону кнопку, натискання якої запускає ядерну атаку.

## Процедура ухвалення рішення
Якщо президент США, який є головнокомандуючим збройними силами, вирішить віддати наказ про застосування ядерної зброї, портфель буде відкрито. Стратегічному командуванню Сполучених Штатів і можливо, Об’єднаному комітету начальників штабів буде надіслано командний сигнал або тривогу. Президент перегляне варіанти атаки з іншими особами, такими як міністр оборони та голова Об’єднаного комітету начальників штабів, і ухвалить рішення щодо плану, який може варіюватися від запуску однієї міжконтинентальної балістичної ракети чи ядерного бомбардувальника до варіантів кількох, навіть сотні МБР або бомбардувальників. Серед попередньо встановлених військових планів, розроблених згідно з OPLAN 8010 (колишній Єдиний інтегрований оперативний план). Процедура перевірки за участю двох осіб передуватиме введенню кодів у посилання на дозвільну дію.

## Юридичні засади
Перед тим, як військові зможуть виконати наказ, президент повинен бути точно ідентифікований за допомогою спеціального коду, який видається на пластиковій картці під назвою «бісквіт». Аутентифікація проводиться між президентом і заступником директора з операцій Національного військового командного центру за допомогою коду виклику з двох фонетичних літер. Президент має зачитати з бісквіту одноденні фонетичні літери, а заступник директора підтверджує або заперечує, що їх коректність, що вказує на те, що особа ідентифікована і є президентом, і можна віддавати накази про атаку. Нижче за ланцюгом командування Сполучених Штатів мають правило двох осіб на ядерних пускових установках. Цей процес перевірки гарантує, що наказ надійшов від фактичного президента. Багато джерел вказують, що президент має одноосібні повноваження щодо запуску, а міністр оборони не має права вето. Дослідницька служба Конгресу надає детальну причину: є короткий час до того, як ядерна зброя супротивників вразить територію США, і такий же короткий час, коли радники передають варіанти президенту США. Ще під час холодної війни деякі аналітики стверджували, що запуск "під ударом", був основним варіантом під час холодної війни, і що система командування та управління була розроблена таким чином, щоб дозволити такий швидкий запуск ядерної зброї США. Час для будь-якої відповіді США був зазначений як тридцять хвилин. По-друге, США можуть завдати превентивного удару, якщо оцінка стосувалася їх території або союзників які зіткнулися з неминучою ядерною атакою. Голова Об'єднаного комітету начальників штабів також буде радником президента, але за законом йому дозволено лише консультувати, і він не має оперативного контролю над збройними силами США. Міністр оборони також радить, але в розділі 162(b) Закону Голдвотера – Ніколса зазначено, що ланцюг командування об’єднаним або спеціальним бойовим командуванням проходить # «від президента до міністра оборони» і «від міністра оборони до командира бойової команди».
Проте стверджується, що президент може не мати одноосібних повноважень ініціювати ядерну атаку, оскільки міністр оборони повинен перевірити наказ, але він не може накласти на нього вето. Закон США передбачає, що напад має бути законним, військові офіцери зобов’язані відмовлятися виконувати незаконні накази, наприклад ті, що порушують міжнародне гуманітарне право.
Деякі військові посадовці, включаючи генерала Джона Гайтена, засвідчили Конгресу США, що вони відмовляться виконувати незаконний наказ про ядерний удар. Крім того, готові пакети ударів попередньо перевіряються юристами, щоб підтвердити, що вони законні, і таким чином, такі удари вважатимуться законними.
Військовослужбовцям оголошували догани за те, що вони ставили під сумнів протоколи США стосовно повноважень щодо ядерного удару. У 1975 році майора Гарольда Герінга було звільнено з військово-повітряних сил за запитання: «Як я можу знати, що наказ про запуск моїх ракет надійшов від здорового президента?» Тим не менш, як уже зазначалося колишнім міністром оборони Вільямом Перрі та Томом Колліною, президент прийшовши на посаду, зберігає повноваження наносити ядерний удар чи розпочати ядерну атаку.
Ядерну валізу носить один із змінних військових помічників президента (по одному від кожного з шести родів збройних сил), чий робочий графік описаний у надсекретному розкладі. Ця особа є офіцером збройних сил США, який пройшов найсуворішу в країні перевірку. Цей офіцер зобов’язаний забезпечити президенту постійний доступ до ядерної валізи. Він весь час носить ядерну валіз або стоячи, або йдучи поруч з президентом, включно з їздою на Air Force One, Marine One або в президентському кортежі з президентом.

## Передача валізки
Всього є три ядерних валізи США. Дві призначені президенту та віце-президенту, а остання зберігається в Білому домі. Також застосовується практика надання помічнику ядерної валізи віце-президента, якому передадуться командні повноваження, якщо президент недієздатний або помер, яка почалася під час адміністрації Джиммі Картера. Під час зміни президентських повноважень новообраний президент не отримує справжню картку ядерного коду до завершення ядерного брифінгу, який зазвичай відбувається, коли «він зустрічається з президентом, що покидає свою посаду, у Білому домі безпосередньо перед фактичною церемонією інавгурації. Карта коду активується електронним способом, відразу після того, як новообраний президент складе присягу опівдні».
Якщо президент, який покидає свою посаду, не присутній на інавгурації — як це сталося в 2021 році, коли Дональд Трамп не був присутній на інавгурації Джо Байдена, а залишився у Флориді — одна валіза залишається з ним і залишається активним до 11:59:59 ранку в день інавгурації. Після цього тепер уже колишньому президенту відмовляють у доступі до неї, його коди автоматично дезактивуються, а помічник повертає її до Вашингтона, округ Колумбія. Тим часом майбутній президент отримує один із запасних футбольних м’ячів на передінавгураційному ядерному брифінгу, а також «бісквіт» з кодами, які стають активними о 12:00:00.
За словами військового аналітика та інформатора Деніела Еллсберга, президенти, починаючи з Ейзенхауера, фактично делегували повноваження щодо запуску ядерної зброї військовим командирам, які потім могли делегувати повноваження далі. На думку Еллсберга, ядерна валіза — це, насамперед частина політичного театру, обман, який затьмарює справжній ланцюжок ядерного командування й контролю.

## Інциденти
Кілька разів валізка опинялася поза досяжністю президента і без належної охорони. Так, під час візиту Джеральда Форда до Франції «ядерна валізка» випадково залишилася на борту президентського літака в Парижі: співробітник американських служб безпеки змушений був наздогнати президентський кортеж і через вікно передати чемодан президенту. Були два подібні випадки під час перебування Джиммі Картера на посаді Президента США. В одному з випадків він заборонив своєму помічникові оселитися під час відпустки на фермі в штаті Джорджія, змусивши його розміститися за 10 км від президента[10], а в іншому випадку просто забув свій особистий ідентифікатор, необхідний для використання валізки, у кишені піджака, відправленого у хімчистку.
Під час свого перебування на посаді глави держави Рональд Рейган носив свій ідентифікатор у гаманці у задній кишені штанів. Найбільша загроза для «ядерної валізки» сталася 30 березня 1981 року, в день замаху на його життя: після паніки помічник Рейгана, що носив чемодан, не зміг дістатися президента, якого терміново відправили до госпіталю при університеті Джорджа Вашингтона. Перед тим, як ввезти президента в операційну, його поділи, вийнявши з кишень усі його зайві речі. Пізніше у сміттєвому баку виявили випадково викинуту президентську картку, де містилися коди для запуску ядерної зброї.
Ще один випадок мав місце в 1991 році, коли президентом був Джордж Буш-старший: після відвідування тенісного матчу в Лос-Анджелесі він виїхав з корту в такому поспіху, що його помічник з лав ВМС США, що носив «валізу», протягом 15 хвилин у супроводі агентів Секретної служби США діставався президентського кортежу, щоб передати главі держави «валізу».
Декілька випадків із «валізи» сталися під час президентства Білла Клінтона. Так, у 1999 році в день святкування 50-річчя НАТО Клінтон брав участь у приуроченому до цієї річниці саміті у Міжнародному торговому центрі імені Рейгана, проте залишив його досить швидко, посівши місце у своєму кортежі, виїхавши без помічника, що його супроводжує, і забувши валізу. Помічник змушений був протягом 15 хвилин пішки діставатися Білого дому, пройшовши близько півмилі, і лише потім передати президенту валізу. Про цей випадок повідомляв спікер Білого дому Джо Локхарт, зазначивши, що жодної загрози валізі не існувало. Однак це був не єдиний скандал за Клінтона: колишній голова Об'єднаного комітету начальників штабів Х'ю Шелтон у своїй книзі «Без збентеження» 2010 року писав, що 2000 року один із помічників повідомив про втрату кодів, що сталася кілька місяців тому. У зв'язку з втратою кодів було розпочато внутрішнє розслідування. Більше того, наступного дня після скандалу Клінтон — Левінський президент втратив свою ідентифікаційну карту з кодами, хоча саме цього дня було потрібне їхнє термінове оновлення. Стверджується, що Клінтон постійно ухилявся від перевірок президентської картки.
Згідно з документами, опублікованими некомерційною організацією National Security Archive, у вересні 1994 року президент Росії Борис Єльцин на переговорах з Біллом Клінтоном висловив думку про те, що обидва лідери повинні відмовитися надалі від використання ядерних валіз і довірити управління ядерною зброєю сучасним системам. Клінтон виступив проти подібної ідеї, обґрунтувавши це тим, що «ядерна валізка» є важливим символом людського контролю над збройними силами та ядерною зброєю в принципі. У 1997 році на черговій зустрічі Єльцин знову запропонував відмовитися від ядерних валіз і використовувати гіпотетичний комп'ютер для управління ядерною зброєю як у США, так і в Росії. Однак Клінтон і вдруге відповів відмовою, а заступник держсекретаря США Строуб Толботт підкреслив, що помічники, що носять валізку, краще будь-якої комп'ютерної системи управління.
Згідно з виданням USA Today, передбачається, що після терактів 11 вересня 2001 року президент США Джордж Буш-молодший, перебуваючи на борту президентського літака, міг відкрити валізку і ознайомитися з його матеріалами в контексті дій уряду в умовах надзвичайного стану.
У лютому 2017 року під час візиту до резиденції Дональда Трампа Мар-а-Лаго один із гостей опублікував у Facebook фото із зображенням помічника президента, який носив «ядерну валізку», і назвав його ім'я (без прізвища): фото було зроблено у час прийому Трампом прем'єр-міністра Японії Сіндзо Абе приблизно в той же час, коли КНДР запустила над Японським морем балістичну ракету Буккексон-2, здатну нести ядерний заряд. Пізніше представники ЗС США заявили, що хоча ситуація була дивною, фотографувати помічників ніхто не забороняв.